# Danny Romero
Danny Romero est un boxeur mexicano-américain né le 12 juillet 1974 à Albuquerque, Nouveau-Mexique.

## Carrière
Champion d'Amérique du Nord poids mouches NABF en 1994, il devient champion du monde IBF de la catégorie en battant aux points Francisco Tejedor le 22 avril 1995. Romero renonce à son titre après une défaite contre Willy Salazar le 8 septembre 1995 même si sa ceinture IBF n'était pas en jeu. Ce combat fut d'ailleurs considéré par Ring Magazine comme la principale surprise de l'année.
Il parvient néanmoins à relancer sa carrière en montant de catégorie puisqu'il bat par KO le champion IBF des super-plumes Harold Grey le 24 août 1996. Son règne est néanmoins de courte durée car il est à son tour battu par Johnny Tapia le 18 juillet 1997.